# Palmeirais
Palmeirais is een gemeente in de Braziliaanse deelstaat Piauí. De gemeente telt 14.306 inwoners (schatting 2009).
De gemeente grenst aan Teresina, Curralinhos, São Pedro, Angical en Amarante.